# Maxime Martin
Maxime Martin (ur. 20 marca 1986 w Brukseli) – belgijski kierowca wyścigowy.

## Kariera
Martin rozpoczął karierę w międzynarodowych wyścigach samochodowych w 2004 roku od startów w Mini Cooper Challenge Belgium. Z dorobkiem dziesięciu punktów uplasował się na 33 pozycji w końcowej klasyfikacji kierowców. W późniejszych latach Belg pojawiał się także w stawce Belgijskiej Formuły Renault 1.6, GT4 European Cup, THP Spider Cup, Francuskiej Formuły Renault, Mégane Trophy Eurocup, FIA GT3 European Championship, Renault Clio Cup France, Renault Clio Cup Belgium, FIA GT Championship, French GT Championship, ADAC GT Masters, Belgian GT Championship, 24H Zolder, Total 24H of Spa, Formuły Le Mans, FIA GT3 European Cup, FIA GT1 World Championship, Belcar Endurance Championship, 24-godzinnego wyścigu Le Mans, Group C Racing, Blancpain Endurance Series, International GT Open, FIA World Endurance Championship, 24h Nürburgring, FIA GT Series, American Le Mans Series, Grand American Rolex Series, Deutsche Tourenwagen Masters oraz United Sports Car Championshi.

## Wyniki w 24h Le Mans
| Rok  | Zespół                             | Partnerzy                             | Samochód                 | Klasa | Okr. | Poz. | Klasa Pos. |
| ---- | ---------------------------------- | ------------------------------------- | ------------------------ | ----- | ---- | ---- | ---------- |
| 2011 | Kronos Racing Marc VDS Racing Team | Vanina Ickx Bas Leinders              | Lola-Aston Martin B09/60 | LMP1  | 328  | 7    | 7          |
| 2012 | OAK Racing                         | David Heinemeier Hansson Bas Leinders | Morgan LMP2-Nissan       | LMP2  | 341  | 14   | 7          |
| 2013 | Thiriet by TDS Racing              | Pierre Thiriet Ludovic Badey          | Oreca 03-Nissan          | LMP2  | 310  | NU   | NU         |